# Klosterlechfeld
Klosterlechfeld är en kommun och ort i Landkreis Augsburg i Regierungsbezirk Schwaben i förbundslandet Bayern i Tyskland. Klosterlechfeld, som är känt för vallfartskyrkan Maria Hilf, har cirka 3 000 invånare.
Kommunen ingår i kommunalförbundet Lechfeld tillsammans med kommunen Untermeitingen.